# Jaap van Zweden
Jaap van Zweden (Ámsterdam, 12 de diciembre de 1960) es un director de orquesta y violinista neerlandés.

## Formación

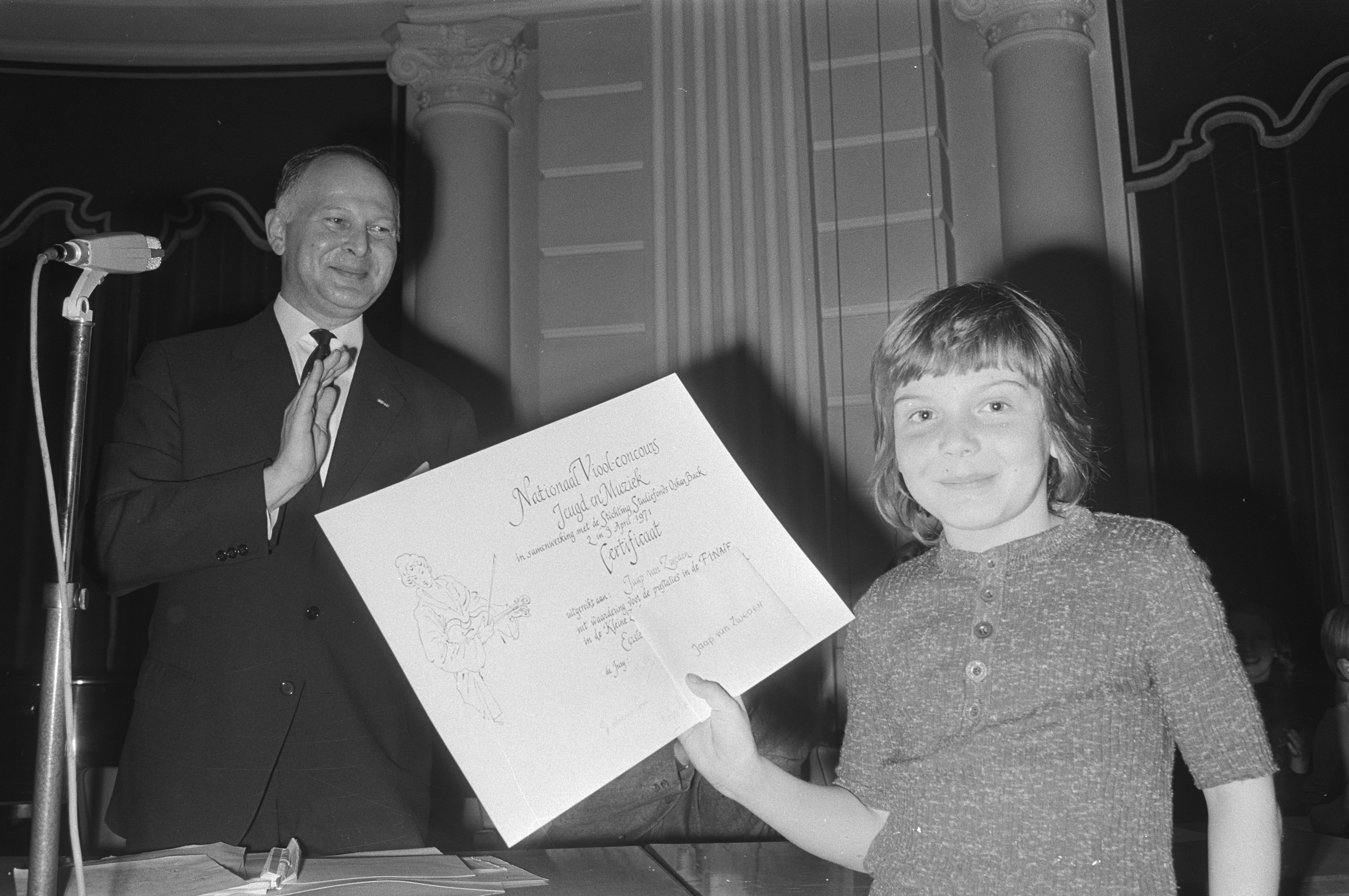
Nationaal vioolconcours voor jonge amateurs 1971 - Jaap van Zweden

Van Zweden nació en Ámsterdam, Países Bajos. Su padre, pianista, lo animó a comenzar los estudios de violín a los cinco años, y estudió música en Ámsterdam. A los 15 años, ganó el concurso de violín Oskar Back; esto le permitió asistir a la Juilliard School en los Estados Unidos, donde estudió con Dorothy DeLay.

## Carrera
En 1979, a los 18 años, Van Zweden se convirtió en uno de los dos concertinos de la Concertgebouw Orchestra. Fue el violinista más joven que asumió ese cargo, que ocupó hasta 1995. También actuó como solista con muchas otras orquestas.
Van Zweden comenzó a trabajar como director de orquesta después de que Leonard Bernstein lo invitó a dirigir un ensayo de orquesta en Berlín. Ha declarado que aprendió mucho sobre la dirección de la observación de los diversos directores que dirigieron conciertos de la Orquesta Concertgebouw. Dirigió conjuntos de cámara inicialmente y se convirtió en director de orquesta a tiempo completo en 1997.
Su primer puesto de dirección holandés fue como director de la Orkest van het Oosten (Orquesta del Este, o la Orquesta Sinfónica de los Países Bajos) en Enschede, Holanda. Sirvió en este puesto desde 1996 hasta 2000. Van Zweden fue director titular de la Residentie Orchestra en La Haya desde 2000 hasta 2005, y grabó las sinfonías completas de Ludwig van Beethoven con ellos. En 2005 se convirtió en director de orquesta y líder artístico de Radio Filharmonisch Orkest (RFO, Filarmónica de la Radio de los Países Bajos) en Hilversum. En febrero de 2007 extendió su contrato de RFO hasta 2013. En agosto de 2010, la orquesta anunció que Van Zweden dejaría la dirección principal de RFO en 2012 y tomaría el puesto de director invitado honorario. Van Zweden fue director titular de la deFilharmonie (Filarmónica Real Flamenca, ahora Antwerp Symphony Orchestra) en Amberes desde 2008 hasta 2012.
Fuera de Europa, Van Zweden debutó en los Estados Unidos con la Orquesta Sinfónica de San Luis en 1996. Su segunda aparición como invitado en Estados Unidos fue con la Orquesta Sinfónica de Dallas en febrero de 2006, en un concierto muy aclamado. Con base en este compromiso, la Sinfónica de Dallas nombró a Van Zweden su próximo director musical después de Andrew Litton, efectivo para la temporada 2008/09. Su contrato inicial fue por cuatro años, en el que el primer año estaba programado para llevar a cabo doce semanas de conciertos de suscripción y luego durante quince semanas en los siguientes tres años. En octubre de 2009, Dallas Symphony anunció la extensión de su contrato hasta la temporada 2015/16. En noviembre de 2013, la orquesta anunció una nueva extensión de su contrato hasta 2019.
En enero de 2012, la Filarmónica de Hong Kong anunció el nombramiento de Van Zweden como su próximo director musical, con un contrato inicial de cuatro años, a partir del 1 de agosto de 2012. Hizo su debut como director musical de la orquesta de 28 de septiembre de 2012. En junio de 2016, Van Zweden extendió su contrato con la Filarmónica de Hong Kong hasta la temporada 2021/2022.
Van Zweden fue invitado a dirigir la Filarmónica de Nueva York por primera vez en abril de 2012. Regresó para posteriores compromisos en noviembre de 2014 y octubre de 2015. En enero de 2016, la Filarmónica de Nueva York, anunció el nombramiento de Van Zweden como su siguiente director musical, a partir de la temporada 2018/19, con un contrato inicial de cinco años. Van Zweden actúa como director musical designado en la temporada 2017/18. En paralelo con este nombramiento, en enero de 2016, la Sinfónica de Dallas anunció la fecha programada de la conclusión del contrato de Van Zweden con la Sinfónica de Dallas al final de la temporada 2017/18, un año antes de lo previsto. En la temporada 2018/19, Van Zweden obtuvo el título de director laureado de la Sinfónica de Dallas, para el período de 2018 hasta 2021.
Jaap van Zweden ha aparecido como director invitado con muchas otras orquestas líderes de todo el mundo, incluidas las Orquestas de Cleveland y Filadelfia, Boston Symphony, Filarmónica de Los Ángeles, Viena y Berlín y la Filarmónica de Munich, Orquesta Nacional de Francia, Orquesta de París, Orquesta Sinfónica de Londres y Orquesta Sinfónica de Shanghái. Con la Sinfónica de Dallas lanzó el Festival Internacional de Música y Arte SOLUNA en 2015, y en ese mismo año con la Filarmónica de Hong Kong se embarcó en un proyecto de cuatro años para realizar las primeras actuaciones en Hong Kong de El anillo del nibelungo  de Wagner, que se grabó para su lanzamiento en Naxos Records. Durante los veranos de 2017-19, fue el director principal de la Gstaad Festival Orchestra & Conducting Academy.
Jaap van Zweden ha realizado numerosas grabaciones entre las que se pueden destacar de Stravinsky, La consagración de la primavera y Petrushka, de Britten el Réquiem de guerra y las sinfonías completas de Beethoven y Brahms. También ha completado un ciclo de sinfonías de Bruckner con la Filarmónica de la Radio de los Países Bajos. Además, ha grabado la Sinfonía n. ° 5 de Mahler con la Filarmónica de Londres (LPO Live) y los Conciertos para piano de Mozart con la Orquesta Philharmonia y David Fray (Virgin). Ha hecho grabaciones de Lohengrin, Los maestros cantores de Nuremberg y Parsifal, la última de las cuales le valió el premio Edison a la Mejor grabación de ópera en 2012. Para la discográfica de la Sinfónica de Dallas, ha publicado las sinfonías de Tchaikovsky (Nos. 4 y 5), Beethoven (Nos. 5 y 7), Mahler (Nos. 3 y 6) y Dvorak (No. 9). También tiene grabaciones con la Filarmónica de Hong Kong de El oro del Rin  y La valquiria de Wagner. Ha firmado un acuerdo de grabación con la División Clásica de los Estados Unidos del Universal Music Group y con la Filarmónica de Nueva York que ha comenzado en la temporada 2017-18.

## Vida personal
Van Zweden es un apellido en holandés que significa de Suecia. Desde 1983, ha estado casado con la artista Aaltje van Zweden–van Buuren. Tienen una hija, Anna-Sophia, y  tres hijos, Daniel, Benjamín y Alexander. Los Zwedens tienen un interés particular en el autismo ya que su hijo Benjamin, es autista. En el año 2000 crearon la Fundación Papageno para proporcionar a los niños autistas terapia musical.

## Discografía

### Como director
BEETHOVEN: Symphonies Nos. 5 & 7
Het Residentie Orkest
Philips Classics 476 031-2 (2003)
BEETHOVEN: Symphonies Nos. 1 to 9
Camilla Tilling (soprano), Charlotte Hellekant (mezzo), Julian Gavin (tenor), Nathan Berg (bass)
Het Residentie Orkest
Philips Classics 476 028-2 (5 discs) (2003)
BEETHOVEN: Fifth Symphony / Seventh Symphony
Dallas Symphony Orchestra
DSO Live 001 (2011)
BRAHMS Symphonies (complete)
Radio Filharmonisch Orkest Holland
Brilliant Classics 99946 (3 discs) (2005)
BRITTEN: War Requiem
Netherlands Radio Philharmonic Orchestra
Anthony Dean Griffey, Mark Stone, Evelina Dobracheva
Challenge Classics CC72388 (2012)
BRUCKNER: Symphony No. 1
Netherlands Radio Philharmonic Orchestra
Challenge Classics  CC72556 (2015)
BRUCKNER: Symphony No.2
Netherlands Radio Philharmonic Orchestra
EXTON/Octavia (2010)
BRUCKNER: Symphony No. 3
Netherlands Radio Philharmonic Orchestra
Challenge Classics CC72551 (2013)
BRUCKNER Symphony No. 4
Netherlands Radio Philharmonic Orchestra
Octavia Records – OVCL 00248 (2007)
BRUCKNER Symphony No. 5
Netherlands Radio Philharmonic Orchestra
Octavia Records – OVCL 00305 (2008)
BRUCKNER: Symphony No. 6
Netherlands Radio Philharmonic Orchestra
Challenge Classics CC72552 (2013)
BRUCKNER Symphony No. 7
Netherlands Radio Philharmonic Orchestra
Octavia Records – OVCL 00255 (2007)
BRUCKNER: Symphony No. 8
Netherlands Radio Philharmonic Orchestra
Challenge Classics CC72549 (2012)
BRUCKNER Symphony No. 9
Netherlands Radio Philharmonic Orchestra
Octavia Records – OVCL 00276 (2007)
DVORAK Symphony No. 9  “From the New World”
Dallas Symphony Orchestra
DSO Live 006 (2015)  – Digital only
ELGAR: The Music Makers / RIHM: Memoria
Netherlands Radio Philharmonic Orchestra
QuattroLive 2009
HAYDN: Symphonies Nos. 31 ‘Hornsignal’, 72 & 73
Netherlands Radio Chamber Philharmonic
Exton (2009)
HAYDN: Symphonies No.92 – ‘Oxford’, No.94 – ‘The Surprise’ and No.97
Netherlands Radio Chamber Philharmonic
Exton OVCL-00375 (2009)
KETTING: Symphonies Nos. 3 & 4
Netherlands Radio Philharmonic Orchestra
Etcetera KTC 1373
KEURIS: Symphony in D
Netherlands Radio Chamber Philharmonic
QuattroLive
MAHLER: Symphony No. 3
Kelley O’Connor (mezzo)
Dallas Symphony Orchestra
DSO Live 007 (2016)
MAHLER: Symphony No.5
London Philharmonic Orchestra
LPO Live 0033 (2008)
MAHLER: Symphony No. 6
Dallas Symphony Orchestra
DSO Live
MAHLER: Das klagende Lied
Alessandra Marc (soprano), Susanne Resmark (mezzo), Arnold Bezuyen (tenor), Andreas Schmidt (baritone), Alexander Kalbitz (soprano) en Georg Drexel (alto)
Netherlands Radio Philharmonic Orchestra
QuattroLive
MOZART: Piano Concertos No.22 K.482 and No.25 K.503
Philharmonia Orchestra / Soloist: David Fray
EMI Virgin Classics (2010)
SHOSTAKOVICH: Symphony No. 5
Royal Flemish Philharmonic
Ambroisie AM171 (2008)
STRAVINSKY: Petrushka, Pulcinella, Symphonies of Wind Instruments
Netherlands Radio Philharmonic Orchestra
Netherlands Radio Chamber Philharmonic
Exton OVCL-00378 (2009)
STRAVINSKY: Rite of Spring / Apollon Musagete
Netherlands Radio Philharmonic Orchestra
Exton OVCL-00330 (2010)
STUCKY: August 4th, 1964
Indira Mahajan, Kristine Jepson, Vale Rideout, Rodney Gilfry
Dallas Symphony Orchestra
DSO Live 004 (2012)
TCHAIKOVSKY: Fourth Symphony / Suite No.4, Mozartiana
Dallas Symphony Orchestra
DSO Live 003 (2012)
TCHAIKOVSKY: Fifth Symphony / Capriccio Italien
Dallas Symphony Orchestra
DSO Live 002 (2012)
VERBEY: Piano Concerto
Netherlands Radio Philharmonic Orchestra
Etcetera KTC 1344
WAGNER: Die Meistersinger von Nürnberg
Soloists: Robert Holl (bass), Ain Anger (bas), Eike Wilm (baritone), Burkhard Fritz (tenor), Barbara Haveman (soprano), Elizabeth Bishop (mezzo)
Netherlands Radio Philharmonic Orchestra
QuattroLive 2009014s (4 discs)
WAGNER: Lohengrin
Soloists: Klaus Florian Vogt (tenor), Anne Schwanewilms (soprano), Eike Wilm Schulte (baritone), Marianne Cornetti (mezzo)
Netherlands Radio Philharmonic Orchestra
QuattroLive (3 discs and 2 DVD)
WAGNER: Parsifal
Klaus Florian Vogt, Robert Holl, Falk Struckmann, Katarina Dalayman, Krister St Hill, Ante Jerkunica
Netherlands Radio Philharmonic Orchestra & Choir
Challenge Classics CC72519 (4 discs) (2011)
WAGNER: Das Rheingold
Matthias Goerne (Wotan – bass-baritone), Kim Begley (Loge – tenor), Michelle DeYoung (Fricka – mezzo-soprano), Anna Samuil (Freia – soprano), Oleksandr Pushniak (Donner  – baritone), Charles Reid (Froh – tenor), Deborah Humble (Erda – mezzo-soprano), Peter Sidhom (Alberich – baritone), David Cangelosi (Mime – tenor), Kwangchui Youn (Fasolt  – bass), Stephen Milling (Fafner – bass), Eri Nakamura (Woglinde – soprano), Aurhelia Varak (Wellgunde – mezzo-soprano), Herminie Haselboeck (Flosshilde – mezzo-soprano)
Hong Kong Philharmonic Orchestra
Naxos 8660374-75 (2015)
WAGNER:  Die Walküre
Stuart Skelton (Siegmund – tenor), Heidi Melton (Sieglinde  – soprano), Petra Lang (Brünnhilde – soprano), Matthias Goerne (Wotan – baritone), Falk Struckmann (Hunding  – bass-baritone), Michelle DeYoung (Fricka – mezzo soprano), Elaine McKrill (Ortlinde – soprano), Anna Burford (Schwertleite – mezzo-soprano), Katherine Broderick (Helmwige – soprano), Aurhelia Varak (Siegrune – mezzo-soprano), Okka von der Damerau (Grimgerde – mezzo-soprano), Laura Nykanen (Rossweisse – mezzo-soprano), Karen Foster (Gerhilde – soprano), Sarah Castle (Waltraute – mezzo-soprano)
Hong Kong Philharmonic Orchestra
Naxos 8660394-7 (2016)
WALLIN: Act
Oslo Philharmonic Orchestra
Ondine 1118-2 (2007)

### Como violinista
Barber: Violin Concerto / Bernstein: Serenade after Plato’s Symposium
Flemish Chamber Orchestra, Walter Proost
Sony Classical – SK 48213 (1992)
Brahms Clarinet Quintet, Bernstein: West Side Story
Amsterdam Saxophone Quartet
Fineline Classics – FL72403
Locatelli: L’arte del violin
Combattimento Consort, Jan Willem de Vriend
Sony Classical / Brilliant
Mozart: Violin Concerto no. 3 / Paganini: Violin Concerto No. 1 / Mendelssohn: Concerto for Violin, Piano & Strings
with Ronald Brautigam, Concertgebouw Chamber Players
Philips / Australian Eloquence – ELQ4643692
Schnittke: Concerti Grossi Nos.3 & 4.
Victor Lieberman (Violin), Ronald Brautigam (Piano), Robert Waterman (Violin), Gerrit Jan Leuverink (Viola), Saskia Boon (Cello), Ruud van den Brink (Piano), Jan Spronk (Violin), Jan Piet Knijff (Harpsichord)
Royal Concertgebouw Orchestra, Riccardo Chailly
Decca – 4306982
Shostakovich: Violin Concerto No. 1; Rihm: Gesungene Zeit
Netherlands Radio Philharmonic Orchestra, Royal Concertgebouw Orchestra, Edo de Waart, Zoltan Pesko
Naxos (recorded 1994/95, released 2013)
Vivaldi: Le Quattro Stagioni
Combattimento Consort Amsterdam
Fidelio
Ode aan Amadeus
Berdien Stenberg, flute
Philips
A Ma Mère: Tchaikovsky, Francescatti, Bach, Bottesini, Vivaldi
Emmy Verhey
Kamerorkest van Pardubice
Dino Classics (1993)